# Erwin Schweizer
Erwin Schweizer (* 2. Juli 1935 in Zürich) ist ein ehemaliger Schweizer Radrennfahrer, der auf Bahn und Strasse aktiv war.

## Sportliche Laufbahn
Schweizer begann seine radsportliche Laufbahn 1952. 1954 schaffte er mit dem Sieg im Strassenrennen von Brissago den Aufstieg in die damalige A-Klasse der Amateure in der Schweiz. 1956 wurde Erwin Schweizer Schweizer Meister in der Einerverfolgung der Amateure. Mit seinen Teamkameraden Mathis, Holenweger und Walliser gewann er auch den Titel in der Mannschaftsverfolgung. Anschliessend trat er zu den Profis über. Dreimal startete er bei der Tour de Suisse: 1957 gehörte er zu dem Cilo-Team, das unter anderem mit Pasquale Fornara und Raphaël Géminiani das erste Mannschaftszeitfahren der Tour gewann, 1959 entschied er die siebte Etappe für sich.
1957 wurde Schweizer gemeinsam mit Oskar von Büren nationaler Meister im Zweier-Mannschaftsfahren, 1958 Schweizer Meister in der Einerverfolgung.